# Сингриа, Шарль-Альбер
Шарль-Альбер Сингриа (фр. Charles-Albert Cingria, 10 февраля 1883, Женева – 1 июля 1954, там же) – швейцарский писатель и музыкант. Писал на французском языке.

## Биография
Отец – крупный предприниматель далматинско-турецкого происхождения, предки которого в XVII  в. перебрались из Рагузы в Константинополь, а в 1820 получили французское гражданство. Мать – художница, польско-французского происхождения. Старший брат Александр – художник и писатель.
Учился в Сен-Морисе (кантон Во) и Энгельберге, однако высшего образования так и не получил. Занимался музыкой в Женеве и Риме. В 1902-1909 путешествовал по Европе, Ближнему Востоку и Африке, в 1915 решил обосноваться в Париже, но вынужден был вернуться на родину с началом мировой войны.  Жил в Лозанне, Женеве, Фрибуре. Объездил всю страну на велосипеде. С 1914 дружил и переписывался со Стравинским, который его высоко ценил (их переписка была опубликована на английском языке Робертом Крафтом и лишь в 2001 издана в Лозанне по-французски). Выступал с публичными лекциями, печатался в местной прессе, вел хронику в La Nouvelle Revue française. С 1944 жил то во Франции (Париж, Экс-ан-Прованс), то в Швейцарии. Скончался от цирроза печени.

## Творчество
Огромное наследие Сингриа, чаще всего обращавшегося к форме дневника, мемуара,  путевых записок и других сочинений по случаю, как правило, не умещается в жесткие рамки классических жанров. Его произведения были изданы в 1967-1981 в 11 томах (плюс 6 томов переписки). С 2011 издается критическое собрание его сочинений в 6 томах (плюс два тома переписки, рецензию см.: ). 

## Сводные издания
- Œuvres complètes. 17 vols. Lausanne: L'Âge d'Homme,  1967-1981
- Anthologie de Charles-Albert Cingria, précédée de Le temps de Charles-Albert par Jean-Louis Kuffer. Bordeaux: L'Escampette, 1995
- Charles-Albert Cingria, Colères et antidotes: anthologie/ Ed. établie par Maryke de Courten; préf. de Daniel Maggetti. Lausanne: L'Age d'homme, 2009
- Œuvres complètes. Tome premier - Récits: Itinéraires et lieux-dits/  Alain Corbellari, Maryke de Courten, Pierre-Marie Joris, Marie-Thérèse Lathion et Daniel Maggetti (dir.). Lausanne: L'Âge d'Homme, 2011, ISBN 978-2-8251-1889-4
- Œuvres complètes. Tome deuxième - Récits: Histoires et scènes/ Alain Corbellari, Maryke de Courten, Pierre-Marie Joris, Marie-Thérèse Lathion et Daniel Maggetti (dir.). Lausanne: L'Âge d'Homme, 2012, ISBN 978-2-8251-4168-7

## Избранная переписка
- Correspondance avec Igor Strawinsky/ Introd. et notes de Pierre-Olivier Walzer. Lausanne: L'Âge d'Homme, 2001
- Lettres à Henry-Louis Mermod/ Publ. par Marie-Thérèse Lathion avec la collaboration de Jean-Christophe Curtet. Lausanne:  L'Âge d'Homme, 2001

## Публикации на русском языке
- Цветники Гельвеции и другие тексты. М.: Текст, 2012